# Gimhae FC
Gimhae FC là một câu lạc bộ bóng đá Hàn Quốc có trụ sở ở thành phố Gimhae, thành lập năm 2007, bắt đầu thi đấu ở National League từ mùa giải 2008.

## Đội hình hiện tại
Ghi chú: Quốc kỳ chỉ đội tuyển quốc gia được xác định rõ trong điều lệ tư cách FIFA. Các cầu thủ có thể giữ hơn một quốc tịch ngoài FIFA.
| Số | VT | Quốc gia | Cầu thủ                         |
| -- | -- | -------- | ------------------------------- |
| 1  | TM | Hàn Quốc | Lee Jin-Gyu                     |
| 2  | TV | Hàn Quốc | Lee Jong-hyun (cầu thủ bóng đá) |
| 3  | HV | Hàn Quốc | Kang Min-Woo                    |
| 4  | HV | Hàn Quốc | Oh Dong-Geun                    |
| 5  | HV | Hàn Quốc | Jung Gyu-Dong                   |
| 6  | TV | Hàn Quốc | Lee Ji-Hoon                     |
| 7  | TĐ | Hàn Quốc | Kwon Jin-Sung                   |
| 8  | TV | Hàn Quốc | Park Cha-Joon                   |
| 9  | TĐ | Hàn Quốc | Jung An-Sung                    |
| 11 | TV | Hàn Quốc | Sim Jin-Hyung                   |
| 12 | TĐ | Hàn Quốc | Gu Hyun-Seo                     |
| 13 | TĐ | Hàn Quốc | Park Se-Young (cầu thủ bóng đá) |
| 14 | TV | Hàn Quốc | Kwon Tae-Yang                   |
| 15 | TV | Hàn Quốc | Jin Gwang-Won                   |
| 16 | HV | Hàn Quốc | Baek Jin-Wook                   |
| 17 | TV | Hàn Quốc | Kim Bu-Kwan                     |

| Số | VT | Quốc gia | Cầu thủ                       |
| -- | -- | -------- | ----------------------------- |
| 18 | TV | Hàn Quốc | Kim Sang-Woo                  |
| 19 | TV | Hàn Quốc | Bang Jung-Rok                 |
| 20 | HV | Hàn Quốc | Lee Hyun-Do                   |
| 21 | TM | Hàn Quốc | Jung Dae-Hwan                 |
| 22 | TV | Hàn Quốc | Park Im-Su                    |
| 23 | TV | Hàn Quốc | Kim Min-Su                    |
| 24 | TĐ | Hàn Quốc | Kim Sung-Hyun                 |
| 25 | TV | Hàn Quốc | Seo Young-Won                 |
| 26 | TV | Hàn Quốc | Lee Su-Hwan (cầu thủ bóng đá) |
| 27 | TV | Hàn Quốc | Kim Hyun-Gon                  |
| 28 | HV | Hàn Quốc | Hwang Jae-Hyun                |
| 30 | HV | Hàn Quốc | Cho Yong-Hyun                 |
| 31 | TM | Hàn Quốc | Shin Dong-Woo                 |
| 33 | TĐ | Hàn Quốc | Lee Hae-Jung                  |
| 35 | TĐ | Hàn Quốc | Yang Min-Hyuk                 |

## Danh hiệu

### Giải đấu trong nước

#### Giải vô địch
- National League

 Á quân (1): 2009

#### Cúp
- National Sports Festival

 Huy chương Bạc (1): 2014

## Thống kê
| Mùa giải | Korea National League | Korea National League | Korea National League | Korea National League | Korea National League | Korea National League | Korea National League | Korea National League | Korea National League | Korea National League | Korea National League | Korean FA Cup       | League Cup  | Vua phá lưới (Bàn thắng giải vô địch) | Huấn luyện viên |
| Mùa giải | Giai đoạn             | Số đội                | St                    | T                     | H                     | B                     | BT                    | BB                    | HS                    | Đ                     | Thứ hạng              | Korean FA Cup       | League Cup  | Vua phá lưới (Bàn thắng giải vô địch) | Huấn luyện viên |
| -------- | --------------------- | --------------------- | --------------------- | --------------------- | --------------------- | --------------------- | --------------------- | --------------------- | --------------------- | --------------------- | --------------------- | ------------------- | ----------- | ------------------------------------- | --------------- |
| 2008     | Giai đoạn 1           | 14                    | 13                    | 7                     | 1                     | 5                     | 16                    | 17                    | –1                    | 22                    | 5th                   | Preliminary Round 3 | Tứ kết      | Yang Dong-Cheol (9)                   | Park Yang-Ha    |
| 2008     | Giai đoạn 2           | 14                    | 13                    | 7                     | 1                     | 5                     | 25                    | 19                    | +6                    | 22                    | 5th                   | Preliminary Round 3 | Tứ kết      | Yang Dong-Cheol (9)                   | Park Yang-Ha    |
| 2009     | Giai đoạn 1           | 14                    | 13                    | 8                     | 2                     | 3                     | 26                    | 20                    | +6                    | 26                    | 1st                   | Round 1             | Bán kết     | Chu Woon-Ki (10)                      | Park Yang-Ha    |
| 2009     | Giai đoạn 2           | 13                    | 12                    | 4                     | 4                     | 4                     | 19                    | 17                    | +2                    | 16                    | 6th                   | Round 1             | Bán kết     | Chu Woon-Ki (10)                      | Park Yang-Ha    |
| 2009     | Playoff               | 4                     | 3                     | 1                     | 0                     | 2                     | 4                     | 5                     | –1                    | 3                     | Á quân                | Round 1             | Bán kết     | Chu Woon-Ki (10)                      | Park Yang-Ha    |
| 2010     | Giai đoạn 1           | 15                    | 14                    | 5                     | 3                     | 6                     | 12                    | 17                    | –5                    | 18                    | 11th                  | Preliminary Round 3 | Round 1     | Lee Jin-Hee (5)                       | Kim Han-Bong    |
| 2010     | Giai đoạn 2           | 15                    | 14                    | 5                     | 3                     | 6                     | 17                    | 19                    | –2                    | 18                    | 11th                  | Preliminary Round 3 | Round 1     | Lee Jin-Hee (5)                       | Kim Han-Bong    |
| 2011     | —                     | 14                    | 26                    | 10                    | 3                     | 13                    | 39                    | 44                    | –5                    | 33                    | 10th                  | Vòng 32 đội         | Group Round | Yoon Tae-Hyun Kim Won-Min (8)         | Kim Han-Bong    |
| 2012     | —                     | 14                    | 26                    | 6                     | 10                    | 10                    | 26                    | 34                    | –8                    | 28                    | 11th                  | Vòng 32 đội         | Group Round | Jung An-Sung Bang Jung-Rok (4)        | Kim Gwi-Hwa     |